# Cristofano Allori

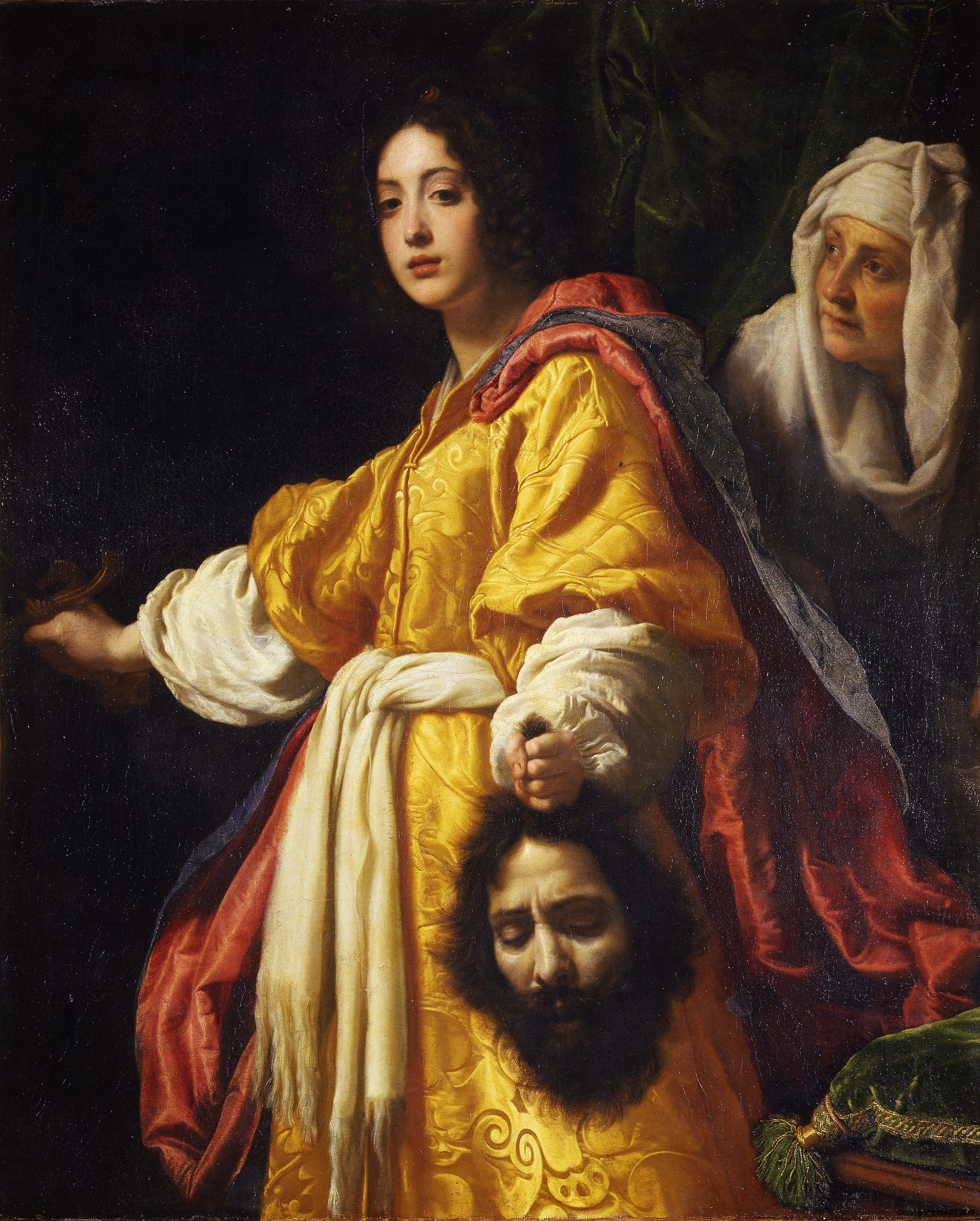
Judit med Holofernes huvud, oljemålning av Allori Cristofano

Christofano Allori, född 17 oktober 1577 och död 1 april 1621, var en italiensk konstnär, son till Alessandro Allori.

## Biografi
Christofano Allori var verksam i Florens. Han tillhörde sin tids bästa mästare och utmärkte sig för fin kolorit och utpräglad originalitet. Bland hans verk märks främst Judit med Holofernes huvud (verket finns i Palazzo Pitti, Florens). Allori var även verksam som porträttmålare.